# Julius Caesar Ibbetson

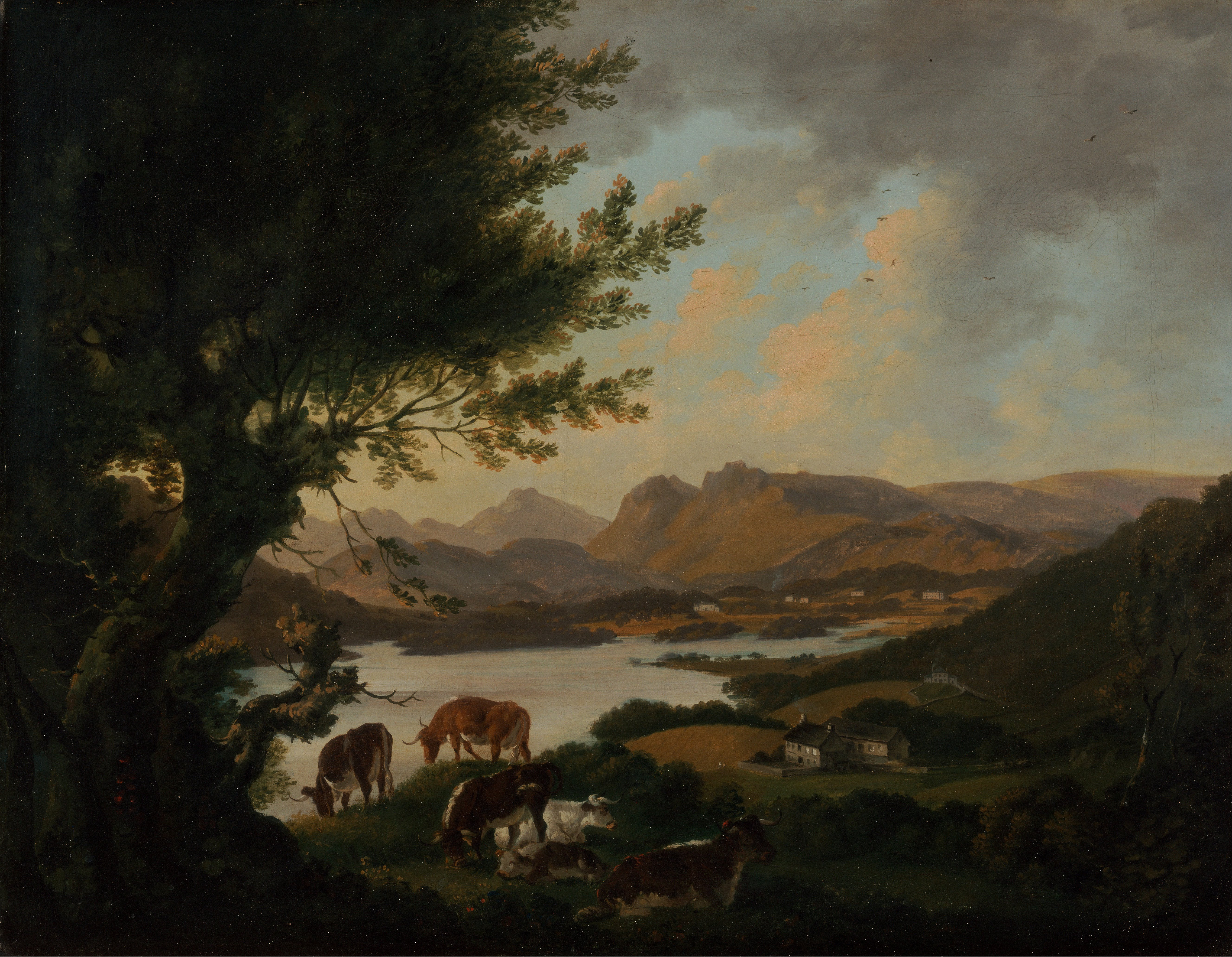
Jezioro Windermere, ok. 1801-5, Yale Center for British Art

Julius Caesar Ibbetson  (ur. 29 grudnia 1759, zm. 13 października 1817) – angielski malarz pejzażysta. Uprawiał malarstwo olejne, akwarelę, wykonywał również akwaforty.
Artysta specjalizował się w tworzeniu niewielkich pejzaży wzbogacanych sztafażem ludzkim i zwierzęcym. Pracował w Yorkshire i Londynie. W latach 1787–88 brał udział w misji brytyjskiej w Chinach, podczas której odwiedził Jawę. W 1803 r. opublikował podręcznik malarstwa: An Accidence, or Gamut, of Painting in Oil.  
Julius Caesar Ibbetson, George Morland oraz Francis Wheatley przyczynili się do wprowadzenia scen rustykalnych do repertuaru malarstwa angielskiego na przełomie XVIII i XIX w. 
Benjamin West nazwał Ibbetsona Berchem of England, dając tym samym do zrozumienia, że uważa go za artystę porównywalnego z holenderskim mistrzem.